# Marco Zanuso
Marco Zanuso (14 mai 1916, Milan – 11 juin 2001) était un designer et architecte italien. Il est l’un des designers de Milan qui a façonné l’idée de bon design (Good Design) d’après-guerre.

## Biographie

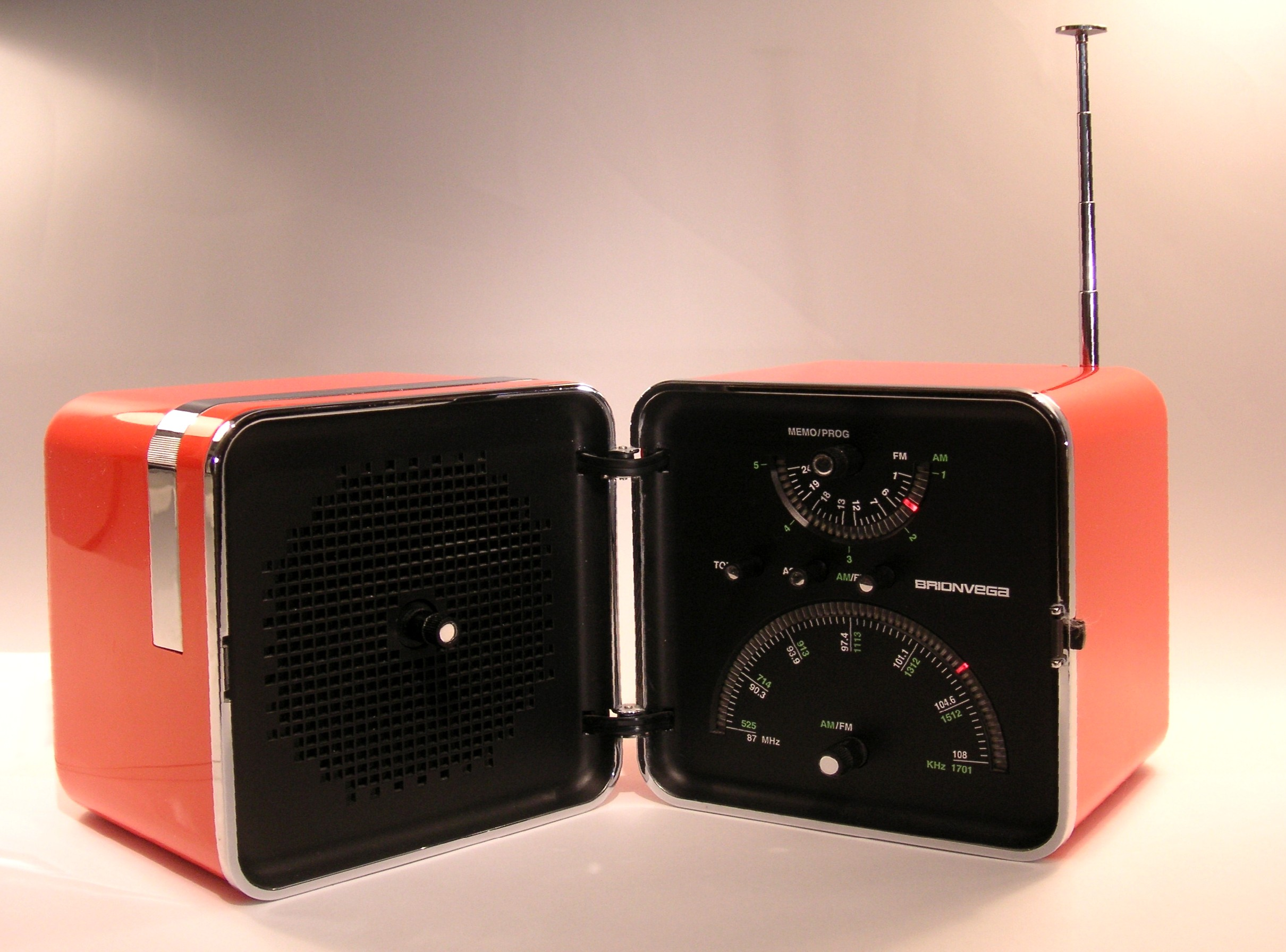
Radio, design Zanuso-Sapper. 1964-1970

Marc Zanuso est né à Milan en Italie en 1916. Il étudia l’architecture à l’École polytechnique de Milan. 
Il ouvre sa propre agence de design en 1945. Dès le début de sa carrière, il établit les théories et idéaux du mouvement Design Moderne dans le magazine Domus créé par Gio Ponti. Il en sera d’ailleurs l’éditeur de 1947 à 1949. Il fut aussi l’éditeur de Casabella de 1952 à 1956.
En 1957, il devient le partenaire du designer Richard Sapper. Ensemble, de 1958 à 1977, ils développent objets et mobilier pour usage domestique, dont la première chaise en plastique commercialisée par Kartell, la « 4999 ». Ils deviennent consultants pour Brionvega où ils créent notamment la radio TS502 en 1964. Ils eurent un impact déterminant dans l’arrivée des objets en plastique dans les maisons. Zanuso travaille également pour la société Arteluce de Gino Sarfatti.

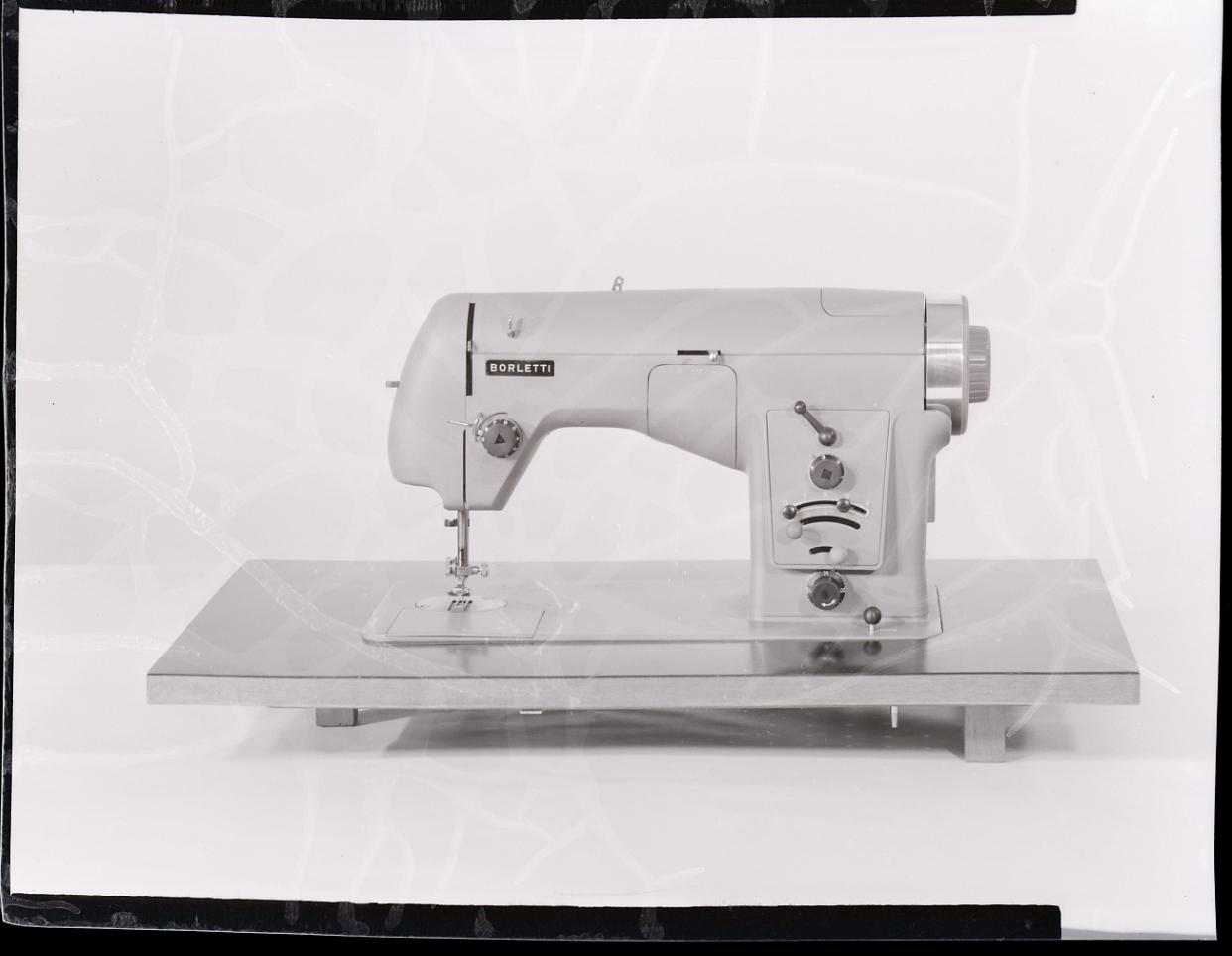
Machine à coudre mod. 1102 (F.lli Borletti). Photo par Paolo Monti, 1956
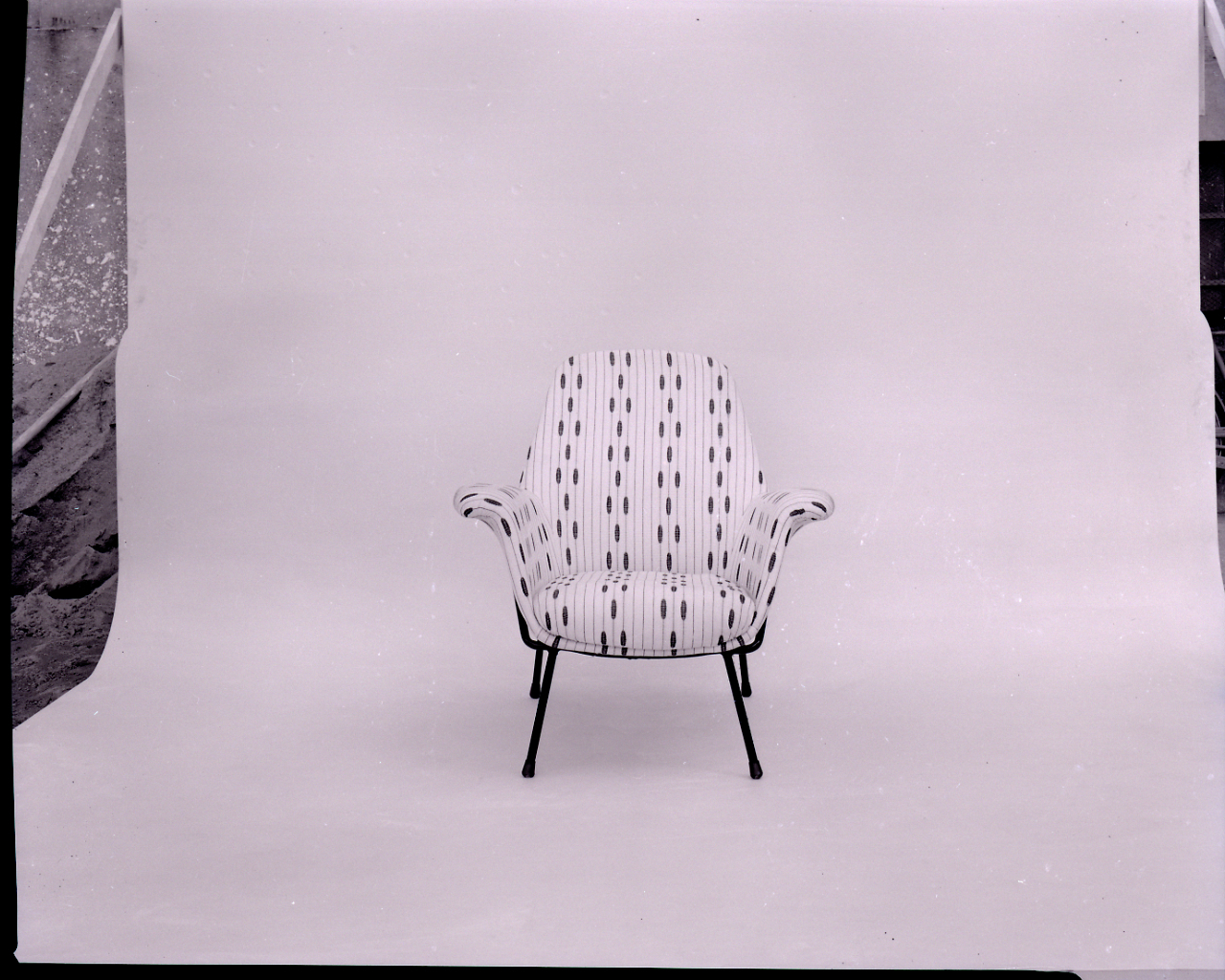
Fauteuil Martingala (Arflex). Photo par Paolo Monti, 1975.
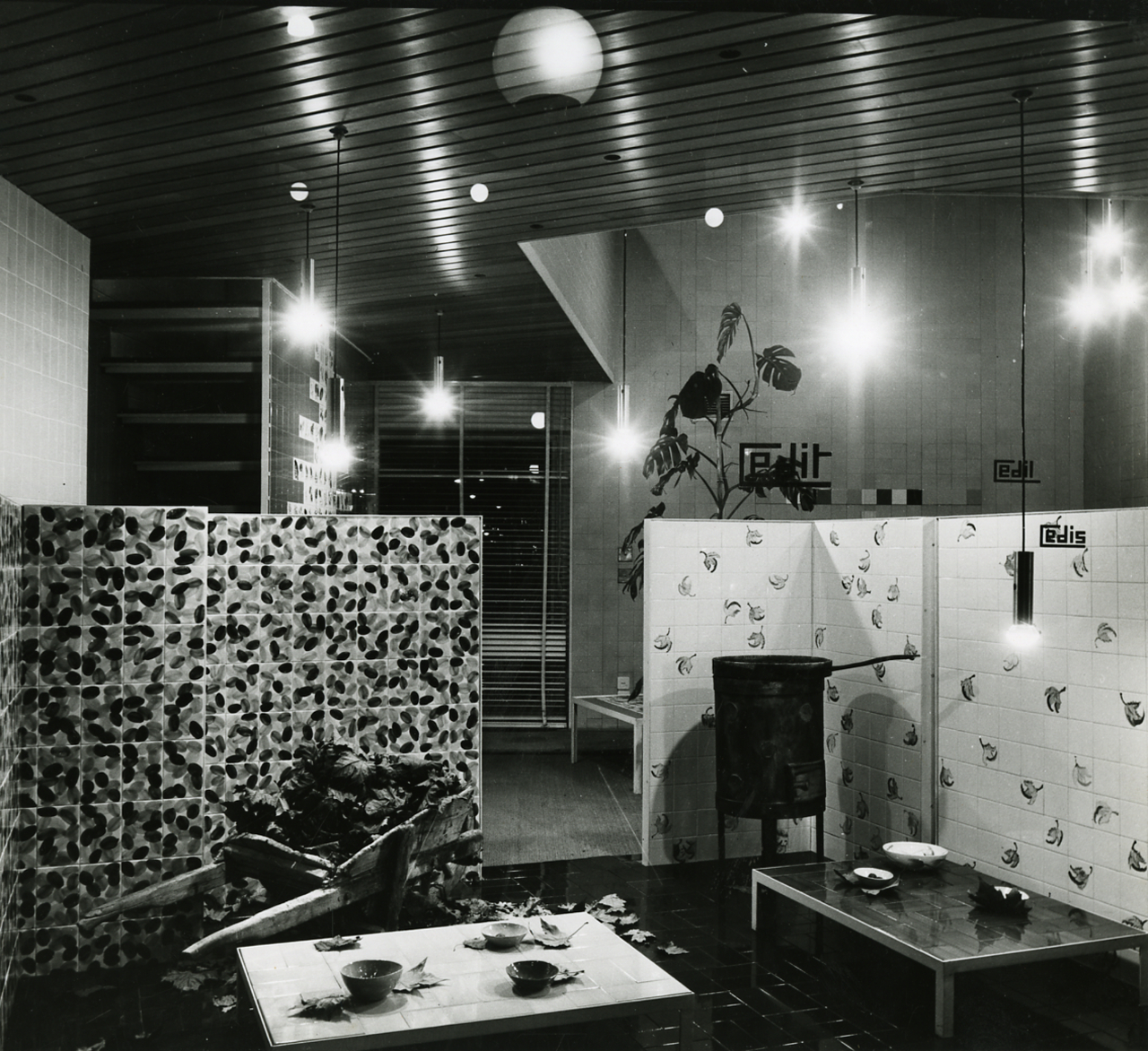
Boutique Cedit, Milan, 1957
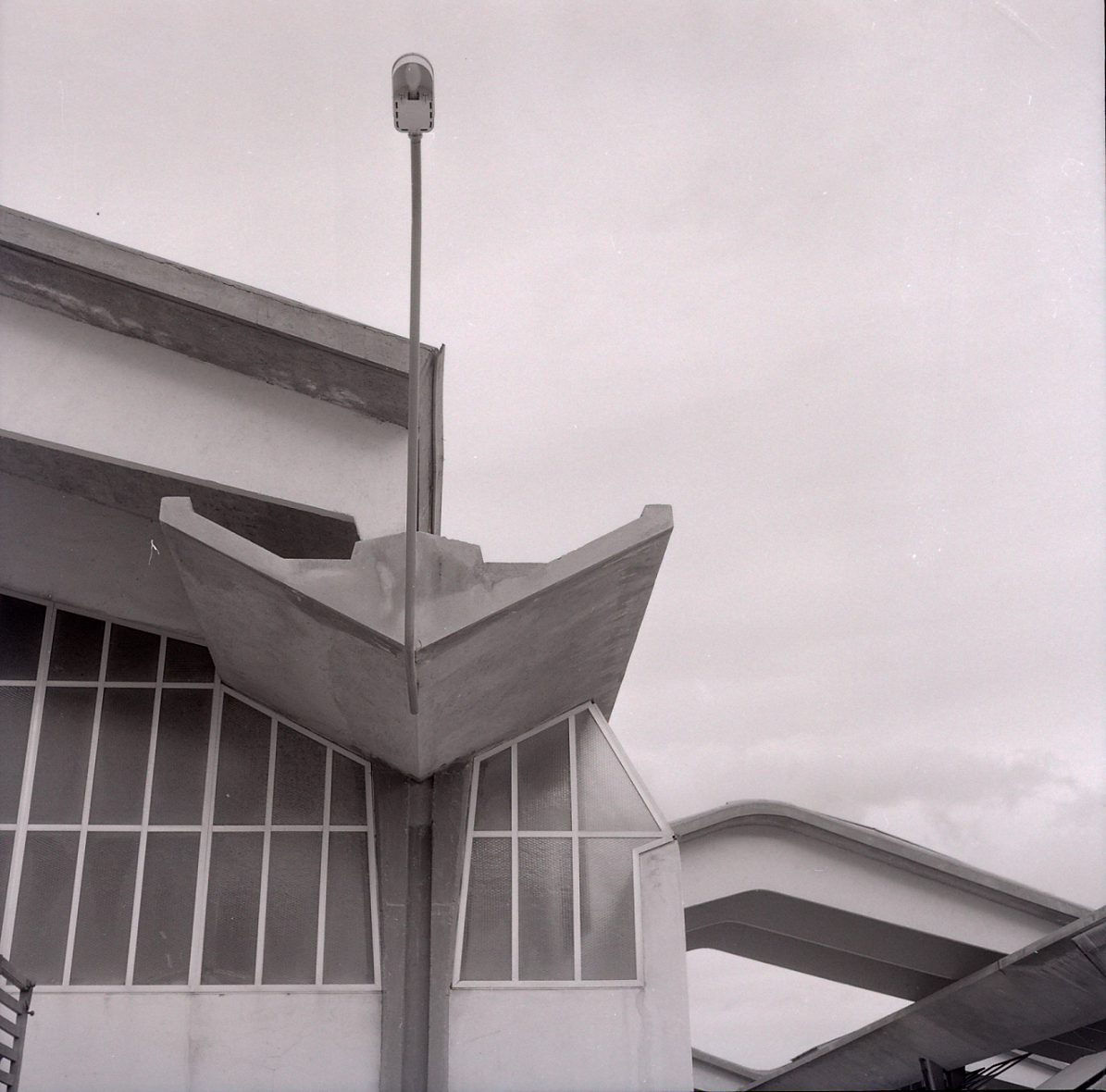
CEDIS usine, Palermo
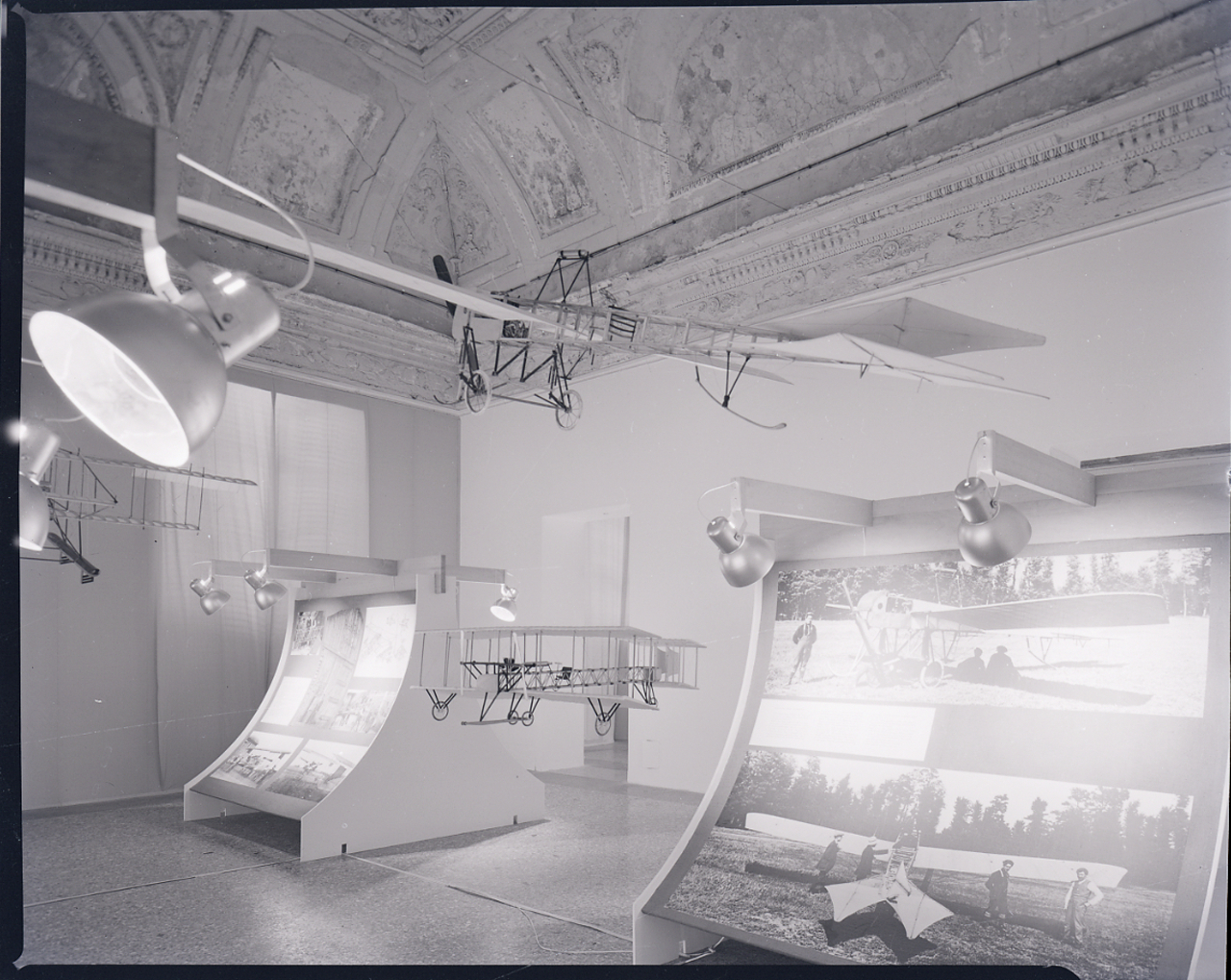
Exposition sur les pionniers de l'aviation, Palais royal de Milan, 1960